# Анисимов, Иван Никифорович
Иван Никифорович Анисимов (1912—1968) — советский легкоатлет (спринт, бег с барьерами), чемпион и призёр чемпионатов СССР, Заслуженный мастер спорта СССР (1946).
Скончался в мае 1968 года.
Сын Анисимов, Василий Иванович (1938) — чемпион и призёр чемпионатов СССР, автор нескольких рекордов СССР, бронзовый призёр Кубка Европы, чемпион и призёр Европейских легкоатлетических игр в помещении, Заслуженный мастер спорта СССР (1966), участник летних Олимпийских Игр 1964 года в Токио.

## Спортивные результаты
- Чемпионат СССР по лёгкой атлетике 1937 года:
  - Бег на 200 метров —  (22,8);
- Чемпионат СССР по лёгкой атлетике 1938 года:
  - Бег на 200 метров —  (22,9);
- Чемпионат СССР по лёгкой атлетике 1939 года:
  - Бег на 200 метров —  (22,3);
- Чемпионат СССР по лёгкой атлетике 1940 года:
  - Бег на 100 метров —  (10,7);
  - Бег на 110 метров с барьерами —  (15,3);
- Чемпионат СССР по лёгкой атлетике 1943 года:
  - Бег на 110 метров с барьерами —  (15,9);
- Чемпионат СССР по лёгкой атлетике 1944 года:
  - Бег на 100 метров —  (11,1);
  - Бег на 110 метров с барьерами —  (15,4);
- Чемпионат СССР по лёгкой атлетике 1945 года:
  - Бег на 100 метров —  (10,9);
  - Бег на 110 метров с барьерами —  (15,6);
- Чемпионат СССР по лёгкой атлетике 1946 года:
  - Бег на 110 метров с барьерами —  (15,5);
- Чемпионат СССР по лёгкой атлетике 1947 года:
  - Бег на 110 метров с барьерами —  (15,2);
  - Бег на 200 метров с барьерами —  (25,0);